# Opeka
Opeka je kvader oziroma enota zgnetene gline, peska, vode in drugih primesi (apno, cement), žgana ali posušena na zraku in se uporablja za zidane konstrukcije. Lahke opeke so narejene iz ekspandiranega glinenega agregata. Žgane opeke so najštevilčnejših tipov in oblik in številnih vzorcev in so lahko spojene z različnimi vrstami malte, ki omogočajo trajnost strukture. Opeke so proizvedene v številnih vrstah, materialih in velikostih, ki se razlikujejo glede na regijo in časovno obdobje in se proizvajajo v velikih količinah. Dve najbolj osnovni kategorijo sta žgana in nežgana opeka. Žgana opeka sodi med najtrajnejše in najmočnejše gradbene materiale in je bila v uporabi že okoli leta 5000 pred našim štetjem. Na zraku sušena opeka ima še daljšo zgodovino od žgane opeke in se pri njeni sestavi kot mehansko vezivo uporablja dodatna sestavina, kot je na primer slama.
Opeka je razširjena po vsej Evropi in je predvsem zapuščina Rimljanov. Izdelava opeke se je skozi zgodovino izpopolnjevala.
Poleg uporabe pri gradnji kot osnovni konstrukcijski material, se včasih uporablja za tlakovanje ali oblogo fasad. Te so značilne za severnozahodni del Evrope. Iz opeke je zgrajenih nekaj znanih objektov po svetu: Chrysler Building v New Yorku, najvišja z opeko zgrajena stavba na svetu ali Schroder House, pa tudi del kitajskega zidu.

## Zgodovina

### Bližnji vzhod
Najzgodnejša je na soncu posušena opeka, kar pomeni, da je bila oblikovana iz gline ali blata, pogosto zmešana s slamo in posušena (običajno na soncu), dokler ni bila dovolj trdna za uporabo. Najstarejša odkrita opeka izdelana iz blata in datirana okoli 7500 pred našim štetjem, je bila najdena v Tell Aswad, v zgornjem območju Tigrisa in v jugovzhodni Anatoliji, blizu Diyarbakira.  Druge najdbe, datirane med 7000 in 6395 pred našim štetjem, prihajajo iz Jeriha, Çatal Höyüka, starodavne egipčanske trdnjave Buhen in iz starodavne doline Inda, iz mest Mohendžo-daro, Harapa  in Mehrgarh .
Množična uporaba žgane opeke se pojavi mnogo kasneje, ob gradnji zidu okoli mesta Ur med letoma 3100 in 2900 pred našim štetjem.
Keramika ali žgana opeka je bila uporabljena okoli 2900 pred našim štetjem v mestih v dolini Inda. 

### Kitajska
Na območju današnje Kitajske so opeko uporabljali od 2. tisočletja pred našim štetjem v mestu, v bližini Xi'ana. Opeka je bila v večjem obsegu proizvedena pod Zahodno Zhou dinastijo pred približno 3000 leti. Dokazi za prvo žgano opeko kdajkoli proizvedeno so bili odkriti v ruševinah, ki segajo v obdobje Zhou.  V tesarskem priročniku Yingzao Fashi ((Chinese: 營造法式; pinyin: yíngzàofǎshì), objavljenem v letu 1103 v času dinastije Song, je opisan postopek izdelave opeke in tehnika glaziranja ter uporaba. Enciklopedično besedilo iz 17. stoletja Tiangong Kaiwu, je uporabil zgodovinar Timothy Brook, da je orisal proizvodnjo opeke kitajske dinastije Ming:
"...pečar je moral zagotoviti, da je temperatura v peči ostala na ravni, ki je povzročila na glini lesk barve staljenega zlata ali srebra. Moral je tudi vedeti, kdaj ugasniti peč z vodo, tako da je nastala površinska glazura. Anonimni delavci so skrbeli za manj kvalificirane faze proizvodnje opeke: mešanje gline in vode, vožnjo zmesi z volovi, da so jo poteptali v gosto pasto, zajemanje paste s standardiziranim lesenim ogrodjem (za izdelavo opeke približno 42 cm dolgo, 20 cm široko in 10 cm debelo), glajenje površine z žico, tiskanje sprednje stranice in hrbta z žigi, ki so povedali od kod je opeka prišla in kdo jo je proizvedel, nalaganje peči z gorivom (tako les kot premog), zlaganje opeke v peči, odstranitev na ohlajanje, medtem ko so bile peči še vedno vroče in zlaganje na palete za prevoz. To je bilo vroče, umazano delo."

### Evropa
Tudi stari Grki in Rimljani, kot druge zgodnje civilizacije v Sredozemlju, so sprejele uporabo žgane opeke. Rimske legije so uporabljale mobilne peči. Velike opečne strukture so zgradili po celotnem rimskem imperiju in označevali opeko z žigom legije.
V zgodnjem srednjem veku je uporaba opeke v gradbeništvu postala priljubljena v severni Evropi, potem ko so jo tja prinesli iz severozahodne Italije. Neodvisen slog opečne arhitekture, znane kot opečna gotika je cvetela v krajih, kjer je primanjkovalo domačih virov kamnin. Primere tega sloga je mogoče najti v današnji Danski, Nemčiji, na Poljskem in v Rusiji.
Ta slog se je nadalje razvil v renesansi kot stilistična sprememba, povezana z italijansko renesanso, ki se je razširila na sever Evrope. Jasno razlikovanje med obema slogoma se je razvilo šele ob prehodu v baročno arhitekturo. V Lübecku na primer, je opečna renesansa jasno prepoznavna v zgradbah, opremljenih z terakota reliefi umetnika Statius von Dürena, ki je bil dejaven tudi na gradu Schwerin in v Wismarju (Fürstenhof).
Medkrajevni prevoz razsute opeke in druge gradbene opreme, je bilo predrago vse do razvoja sodobne prometne infrastrukture, z gradnjo kanalov, cest in železnice.

### Industrijska doba
Proizvodnja opek se je močno povečala z nastopom industrijske revolucije in rastjo gradenj tovarn v Angliji. Zaradi hitrosti in gospodarnosti, so vedno raje uporabljali opeko kot kamen tudi na območjih, kjer je bil kamen na voljo. V tem času je bila v Londonu moderna svetlo rdeča opeka, da bi bile stavbe bolj vidne v megli in bi s tem preprečili prometne nesreče. 
Prehod iz tradicionalnega načina proizvodnje, znan kot "ročno brizganje", na mehanizirano obliko masovne proizvodnje je potekal počasi v prvi polovici devetnajstega stoletja. Morebiti je prvi uspešen stroj patentiral gospod Henry Clayton, zaposlen v Atlas Works v Middlesex, Anglija, leta 1855 in je bil sposoben proizvesti do 25.000 opek na dan z minimalnim nadzorom. Njegova mehanska naprava je takoj dosegla pozornost, ko je bila sprejeta za uporabo pri jugovzhodni železniški družbi za opekarno v bližini Folkestone. Bradley & Craven Ltd "Stiff-Plastic Brickmaking Machine" je leta 1853 podoben stroj patentiral očitno že pred Claytonom. Bradley & Craven bil sicer prevladujoči proizvajalec strojev za izdelavo opeke. Pred obema pa je stroj za izdelavo opeke patentiral Richard A. Ver Valen iz Haverstrawa, New York, leta 1852. 
Povpraševanje po izgradnji visoke stavbe za pisarne na prelomu 20. stoletja, je privedlo do veliko večje uporabe litega in kovanega železa in kasneje jekla in betona. Uporaba opeke je za gradnjo nebotičnikov strogo omejena - Monadnock Building, zgrajena leta 1896 v Chicagu je zahtevala izredno debele stene, da bi ohranili strukturno celovitost za 17 nadstropij.
Pionirsko delo v letu 1950, v švicarskem zveznem inštitutu za tehnologijo in Building Research Establishment iz Watford, Združeno kraljestvo, je prineslo izboljšanje gradnje zidanih visokih objektov do 18 nadstropij. Vendar pa je uporaba opeke v veliki meri ostala omejena na majhne do srednje velike zgradbe, saj je bilo jeklo in beton še vedno najboljši material za gradnjo visokih stolpnic.

## Metode izdelave
Glede na izdelavo ločimo tri osnovne vrste opek: nežgana, žgana in kemično obdelana opeka. Vsak tip je izdelan drugače.

### Žgana opeka
Žgana opeka je žgana v peči, kar jo naredi odpornejšo. Po končanem žganju je potreben še poseben postopek solne impregnacije, s katero se doseže neprepustnost in lepši zunanji videz.
Moderna, žgana, glinena opeka se izdeluje po enem od treh postopkov - mehko blato, suho stiskanje ali ekstrudiranje.
Običajno opeka vsebuje naslednje sestavine:
1. Kremen  – 50% - 60% po teži
2. Glinica  – 20% - 30% po teži
3. Apnenec – 2 - 5% po teži
4. Železov oksid – ≤ 7%  po teži
5. Magnezij – manj kot 1% po teži
6. Sadra in drugo

Postopek mehko blato je najpogostejši, saj je najbolj ekonomičen. Začne se s surovo glino, v mešanici z 25-30% peska za zmanjšanje krčenja. Glina se najprej zmelje in zmeša z vodo do želene konsistence. Glina se nato stisne v jeklenem modelu s hidravličnim pritiskom. Oblikovana glina se nato žge pri 900-1000 ° C, da se doseže trdnost.

### Tunelska peč
V sodobnih opekarnah se opeka peče v stalno zakurjeni tunelski peči, v kateri, v kateri se opeka počasi premika skozi peč na transporterjih, tirnicah ali vozičkih, s čimer se doseže bolj dosleden opečni izdelek. Opeke pogosto vsebuje apnenec, pepel in organske snovi, ki pospešujejo proces gorenja.

### Opeka Bull's Trench Kilns
V Indiji, za izdelavo opeke, običajno uporabljajo ročni postopek. Najpogostejša vrsta žgane opeke je Bull Trench Kiln (BTK), ki temelji na oblikovanju britanskega inženirja W. Bulla iz poznega 19. stoletja.
Izkoplje se ovalen ali okrogel jarek, 6 - 9 metrov širok in globok 2 - 2,5 m, z obodom 100 - 150 metrov. V sredini se zgradi visok izpušni dimnik. Polovico ali več jarka napolnijo z nežgano opeko, ki jo zložijo na odprto rešetko, da se omogoči pretok zraka.
V končanem žganju naložijo nove surove opeke na enem koncu kupa, ohlajene gotove opeke pa odstranijo na drug konec za prevoz do uporabnika. V sredini delavci izdelajo luknje za spuščanje goriva (premog, les, olje, smeti, ...).
Prednost zasnove BTK je a veliko večja energetska učinkovitost v primerjavi tradicionalnimi pečmi. Pločevina plošče uporabljajo za pot za pretok zraka skozi opeko tako, da sveži zrak teče najprej skozi nedavno žgane opeke, da se zrak ogreje, nato pa gre skozi cono aktivnega gorenja. Zrak nadaljuje skozi surove opeke (predgrevanje in sušenje) in končno iz dimnika, kjer dvigajoči plini ustvarjajo sesanje, ki potegne zrak skozi sistem. Ponovna uporaba ogrevanega zraka prinaša prihranke pri stroških goriva.
Postopek BTK je neprekinjen. Pol ducata delavcev, ki delajo neprekinjeno ves dan lahko izdela približno 15.000 - 25.000 opek na dan. Za razliko od postopka v tunelski peči, v procesu BTK opek ne premikajo. Namesto tega se lokacije, na katerih opeke nalagajo, žgejo in razlagajo postopoma vrti vzdolž jarka. 

### Suho stiskana opeka
Postopek suhega stiskanja je podoben metodi mehko blato, lahko pa se začne z veliko debelejšo mešanico gline, tako da tvori bolj točne, ostrejši robovi opeke. Potrebna je večja sila pri stiskanju in daljše žganje, zato je ta metoda dražja.

### Ekstrudirana opeka
Narejena je iz gline, mešane z 10-15% vode (trdo iztiskanja) ali 20-25% vode (mehko iztiskanje) v posebnem mlinu. To zmes zatem potiskajo skozi šobo želene širine in višine. Masa se nato razreže na opeke zahtevane dolžine z žico. Večina zidakov za gradnjo je izdelana po tej metodi, saj dobimo težko, gosto opeko,  primerne perforacije. Uvedba takšnih lukenj zmanjšuje količino gline in s tem torej tudi stroške. Votlaki so lažji in enostavnejši za uporabo in imajo različne termične lastnosti. Rezi so utrjeni s sušenjem 20 do 40 ur pri 50 do 150 ° C, preden gre opeka v peč za žganje. Toplota za sušenje je pogosto kar odpadna toplota iz peči.
V Evropi se ekstrudirana opeka ali bloki uporabljajo v gradbeništvu za zidove z oblogami na notranji in zunanji strani. Praznega prostora je v opeki prostorninsko več kot žgane gline. Takšne opeke so narejene v različnih širinah. Nekateri modeli imajo odlično toplotno izolacijo, zaradi česar so primerni za ničenergijske zgradbe.

## Tipi opeke
Obstaja mnogo vrst opeke, glede na njihovo uporabo, velikost, način oblikovanja, izvor, kakovost, teksture in / ali materialov. Nekaj osnovnih pa je: polna opeka, votlak, zidni blok, monta, specijalna opeka.

### Polna opeka
Izdeluje se iz gline, s strojnim ali ročnim oblikovanjem in z žganjem v posebnih pečeh. Tehnične zahteve so naslednje:
- Pravilna oblika, pravilni robovi in ravne stranice. Dimenzije so 250 x 120 x 65 mm. Površina je lahko gladka ali razbrazdana (globina brazde max. 5 mm.)
- Razpoke v smeri debeline so dopustne, a ne smejo biti ena nasproti druge,
- Marka polne opeke je 7,5; 10; 15 in 20 (vsaj 0,1 Mpa),
- Delež vpijanja vode mora biti v povprečju min 6%.
- Odporna mora biti proti zmrzovanju.
- Ne sme vsebovati več kot 2% vodotopnih soli.
- Ne sme vsebovati prostega živega apna v količini in velikosti, ki bi škodljivo vplivala na trajnost opeke oziroma povzročila razpadanje ali poškodbe.
- Skladišči se v pravilnih slojih, po markah, pakirana z embalažo ali brez nje. Pri natovarjanju je ne smemo metati.

#### Fasadna polna opeka iz gline
To je zidak iz žgane gline, ki ne sme vsebovati apnenčevega peska in vodotopnih snovi. Marka opeke mora biti 10, 15, 20 (vsaj 0,1 Mpa). Namenjena je izdelavi zunanjih in notranjih zidov, ki se ne ometavajo.

#### Radialna opeka
Lahko je polna ali taka z vertikalnimi luknjicami, izdelana iz žgane gline. Namenjena je za gradnjo samostojno stoječih krožnih dimnikov, bunkerjev, silosov in drugih objektov. Marka in kakovost radialne opeke sta določeni povprečno, in sicer z naslednjo najmanjšo posamično tlačno trdnostjo na bruto površino opeke: povprečna 20 Mpa, posamična najmanj 17 Mpa ali povprečna 15 Mpa in posamična 12 Mpa.

### Votlaki in modularna opeka
Votlak (votla opeka) in modularna opeka (blok) sta elementa iz žgane gline z vertikalnimi ali horizontalnimi votlinami. Namenjeni so za izdelavo zunanjih in notranjih zidov. Ločimo:
- Opeke z vertikalnimi votlinami, ki so postavljene pravokotno na ležišče;
- Opeke s horizontalnimi votlinami, ki so postavljene paralelno k ležišču.

Morajo biti pravokotne oblike ali oblike kvadratnega paralelepipeda in imeti ravne robove. Stranice morajo biti ravne, lahko so gladke ali brazdane (zaradi boljšega oprijema malte). Oblika preseka votlin je poljubna ( kvadratna, pravokotna, krožna, ovalna, itd.) , mere preseka votlin pa so omejene. 

### Apneno-silikatna opeka
Je izdelana iz kremenčevega peska in gašenega apna. Stiskana je v kalupih z visokim pritiskom.  Zidaki so beli iz zelo trdni.

### Opeka za strop
Opeka se uporablja v kombinaciji z armiranobetonskimi elementi. So posebej oblikovani votlaki, ki služijo kot polnilo med betonskimi rebri. Glede na obliko so znani kot super votlak, monta votlak, rapid in sat.

### Opeka za kritino
Opeka se za kritino uporablja že zelo dolgo. Strešniki so običajno gladki, ne smejo prepuščati vode, morajo biti obstojni proti mrazu, upogibu in udarcu. Poznamo tri tipe strešnikov:
- Bobrovec, ki ima obliko pravokotne plošče, na eni strani polkrožno zaključene;
- Zareznik, ki ima na zgornji strani dve koritasti vdolbini in
- Korec, ki ima obliko žleba.

### Drugi opečni izdelki
Med druge opečne izdelke uvrščamo še:
- Klinker je opeka žgana skoraj so taljenja. Je zelo odporna, ima visoko trdoto in obrabno odpornost, zato se uporablja za obloge in tlakovanje;
- Šamotna opeka, ki je ognje odporna in se uporablja za obloge peči in dimnikov;
- Drenažnein kanalizacijske  cevi;
- Stenske ploščice;
- Talne ploščice;
- Mozaik ploščice.

## Betonska opeka
Betonski zidaki iz peščenega agregata se lahko izdelajo z uporabo enostavnega stroja in transportnega traku. Transportni trak dodaja zmesi stroju, ki izliva izmerjeno količino betona v kalup. Kalup vibrira, odstrani mehurčke, po tem izdelane mokre opeke razporedi zunaj da se posušijo.
Betonski zidaki so na voljo v številnih barvah in kot inženiring opeke narejene iz odpornega portlandskega cementa ali podobnega. Ustrezna količina cementa je primerna za različna okolja, na primer za mokre pogoje in podporne zidove. 

## Vpliv žganja na barvo
Na žganje barvane glinene opeke vpliva vsebnost kemikalij in mineralnih surovin, temperature žganja in atmosfere v peči. Na primer: rožnata opeka je rezultat visoke vsebnosti železa, bela ali rumena opeka ima višjo vsebnost apna. Večina opeke ima različne rdeče odtenke, saj temperatura dviga barvne odtenke od temno rdeče, vijolične do rjave ali sive barve na približno 1300 ° C. Opeka iz kalcijevega silikata ima širši izbor odtenkov in barv, odvisno od barvil, ki se uporabljajo.
Betonski zidaki, tudi betonski bloki, so tipično bledo sive barve. Betonski bloki so izdelani v veliko širši spekter različnih oblik in velikosti, kot glinena opeka in so na voljo s širšo paleto površin, tudi take, ki simulira videz opečnih zidakov. 
Neprepustna in okrasna površina se lahko nanese na opeko bodisi s solno glazuro, pri kateri se med procesom gorenja doda soli ali z uporabo materiala, v katerega se potopi opeka. Kasnejše segrevanje v peči združi glazirane površine z osnovno opeko.
Opeke iz naravnega kamna so omejen sodobni pripomoček zaradi svoje ogromne primerjalne mase, zato potrebuje temelj in zamudno in kvalificirano delovno silo za njihovo izdelavo in polaganje. So zelo trpežne in veljajo za lepše kot opečni zidaki. Le nekaj kamnin je primernih za izdelavo opeke. Pogosti materiali so granit, apnenec in peščenjak. Lahko se uporabi tudi druga kamnina (na primer marmor, skrilavec, kvarcit, ...).

## Nekatere dimenzije po svetu
Po svetu uporabljajo različne dimenzije opeke.
| Standard            | Imperial        | Metric              |
| ------------------- | --------------- | ------------------- |
| Avstralija          | 9 × 4⅓ × 3 in   | 230 × 110 × 76 mm   |
| Danska              | 9 × 4¼ × 2¼ in  | 228 × 108 × 54 mm   |
| Nemčija             | 9 × 4¼ × 2¾ in  | 240 × 115 × 71 mm   |
| Indija              | 9 × 4¼ × 2¾ in  | 228 × 107 × 69 mm   |
| Romunija            | 9 × 4¼ × 2½ in  | 240 × 115 × 63 mm   |
| Rusija              | 10 × 4¾ × 2½ in | 250 × 120 × 65 mm   |
| Južna Afrika        | 8¾ × 4 × 3 in   | 222 × 106 × 73 mm   |
| Švedska             | 10 × 4¾ × 2½ in | 250 × 120 × 62 mm   |
| Združeno kraljestvo | 8½ × 4 × 2½ in  | 215 × 102.5 × 65 mm |
| ZDA                 | 7⅝ × 3⅝ × 2¼ in | 194 × 92 × 57 mm    |

## Uporaba
Opeka se uporablja za gradnjo, za izdelavo stropov, za kritino, tlakovanje in drugo. V ZDA je bilo ugotovljeno, da je opečni tlak sicer sposoben zdržati gost promet, vendar pa se ta vrača v uporabo kot metoda za umirjanje prometa ali kot dekorativna površina v prostorih za pešce.
Opeka se v metalurgiji in industriji stekla pogosto uporablja za oblogo peči, zlasti ognjevarna opeka. Ta vrsta opeke mora imeti dobro toplotno in odpornost na udarce, neodzivnost pod obremenitvijo, visoko tališče in zadovoljivo poroznost.
V severozahodni Evropi so se zidaki uporabljali v gradbeništvu že več stoletij. Do nedavnega so bile skoraj vse hiše skoraj v celoti zgrajene iz opeke. Čeprav so mnoge hiše sedaj zgrajene iz drugih materialov, so številne hiše obložene s plastjo opeke na zunanji strani zaradi estetskega videza.
V Veliki Britanijia je Redbrick University ena od ustanoviteljic in zgrajena v viktorijanski dobi. Izraz se uporablja za sklicevanje na takšne institucije, da se jih loči od starejših Oxbridge institucij, povojnih "plate glass" univerz in "nove" univerze iz 1990-tih.
Kolumbijski arhitekt Rogelio Salmona je opozoril na široko uporabo rdeče opeke v njegovih stavbah ter uporabo naravnih oblik, kot so spirale, radialna geometrija in krivulje pri oblikovanju. Večina stavb v Kolumbiji je iz opeke, saj je glina v ekvatorialnih državah zelo dostopna.

## Omejitve
V 20. stoletju se je uporaba opeke na nekaterih področjih zmanjšala, zaradi zaskrbljenosti zaradi potresov. Potresi, kot sta potresa v San Franciscu leta 1906 in Long Beach leta 1933, sta razkrila slabosti zidanja z opeko v potresno nevarnih področjih. Opeka zidana z armaturo pomaga pri potresih držati zidove skupaj.

## Galerija
- Ištarina vrata v Babilonu, Pergamonski muzej, Berlin, Nemčija
- Rimska opus reticulatum v Hadrijanovi vili v Tivoliju, Italija (2. st.)
- Frauenkirche, München, Nemčija, zgrajena 1468–1488
- Vzhodna fasada cerkve St. James v Toruńu (14. st.)
- Dekorativni vzorec narejen iz močno žgane opeke v gradu Radzyń (14. st)
- Cerkveni stolp iz mudéjar opeke v Teruelu, Španija, (14. st.)
- Opečna skulptura v gradu Thornbury, blizu Bristola, Anglija. Dimnik je iz leta 1514
- Tipična opečna hiša na Nizozemskem.
- Tipična nizozemska kmetija blizu Wageningena
- Dekorativna opeka v cerkvi St Michael in All Angels, Blantyre, Malawi
- Virgilio Barco Public Library, Bogotá, Kolumbija
- FES Building, Cali, Kolumbija
- Žgalna peč, Tamil Nadu, Indija
- Porotherm votlak
- Oblikovanje opeke, Poljska